# Communication Breakdown
「Communication Breakdown」（コミュニケーション・ブレイクダウン）は、Crush Tearsの2作目のシングル。2010年7月7日にドワンゴ・ミュージックエンタテインメントから発売された。

## 解説
表題曲「Communication Breakdown」は、テレビ東京系「爆丸バトルブローラーズ ニューヴェストロイア」エンディング・テーマ及び1枚目のアルバム「Crush Tears I」先行シングル。
Crush Tears盤はDVD付きで表題曲のプロモーションビデオを、爆丸盤はボーナストラックとしてDANをフィーチャーした表題曲のリミックスバージョン「Communication Break"DAN"」を収録。また爆丸のオリジナルアビリティーカード（全4種）が1枚を封入。その1枚は小林ゆうが描いたものが入ってる。このカードはレアカードとなっており当たる確率は10分の1以下だという。
7月11日には発売記念イベントとしてラゾーナ川崎でイベントを行った。当日は爆丸盤を販売し、1枚買うとハイタッチ券がついてくる。当日はRYOも参加した。

## 収録曲

### Crush Tears盤
1. Communication Breakdown [4:40]
作詞：YU・田村直美、作曲：山口一久、編曲：LIT-HUM
2. 28時 [3:53]
作詞：YU、作曲：RYO、編曲：LIT-HUM
3. Communication Breakdown（off vocal）
4. 28時（off vocal）

### 爆丸盤
1. Communication Breakdown [4:40]
2. 28時 [3:53]
3. Communication Breakdown（off vocal）
4. 28時（off vocal）
5. Communication Break"DAN" (feat. DAN) [4:46]
Remix：山口一久

## DVD
- Crush Tears盤のみ同梱。

1. Communication Breakdown（PV）

## タイアップ
| 曲名                    | タイアップ                                                                    |
| ----------------------- | ----------------------------------------------------------------------------- |
| Communication Breakdown | テレビアニメ『爆丸バトルブローラーズ ニューヴェストロイア』エンディングテーマ |